# Willem Claesz Heda
Willem Claesz. Heda (Haarlem, 1594. — Haarlem, 1680. körül) az egyik legkiválóbb holland csendéletfestő a holland festészet aranykorában.

## Életpályája
Haarlemben élt és dolgozott, a Szent Lukács céh vezetője volt. Életéről keveset tudunk, munkásságáról annál többet. A holland csendéletfestés legnagyobb mestereinek egyike. Leginkább megterített asztalokat festett pástétomokkal, sonkákkal, a tenger gyümölcseivel, stb. Az italokat csillogó üvegpoharakban és ezüstserlegekben ábrázolta. Csendéleti tárgyait úgy rendezte el, hogy a különböző színű és felületű tárgyakat ellentéteikkel egybehangolja és a részletek megfestésével együtt is egységes festői benyomást keltsen. Festményein az aranysárga, a barna és a szürke színek dominálnak.
Monokróm csendéletei közül kiemelkedik Csemege című képe, amelyen az étkezés után magára hagyott polgári asztalt ábrázolja a legnagyobb részletességgel, s a legdiszkrétebb árnyalatokkal, amely a hamuszürke, az ezüstszürke, a mogyorószín és az okker középárnyalataiból adódik. A hátrahagyott étkek és edények részletező komolysággal való megfestése mágikus realizmust sugall.
Bankett csendélete szintén híres, e képen Heda félig elfogyasztott ételeket ábrázol, kagylóhéjat, szétszórt olajbogyót és vagdalt pitét. A 17. századi Hollandiában ünnepi alkalmakra darált pitét készítettek húsból, ízesített gyümölcsökből, mazsolából, fűszerekből, citromszeletekből. Heda a terített asztal megfestését étkezés előtt, étkezés közben és étkezés után is felvállalta, s a művészet rangjára emelte, egyben tudósítja az utána következő századokat a holland polgárok igényes étkezési kultúrájáról. Szimbolikus emberi mondanivalókat (hiúság, emlékezz a halálra) is megjelenített vanitas csendéletein.
Mintegy hetven csendélete ismeretes, amelyeket híres múzeumok őriznek, a Rijksmuseum Amszterdamban, a Museum Boijmans Van Beuningen Rotterdamban és a Museum of Fine Arts Gentben. Más jeles múzeumokban is vannak munkái, például a párizsi Louvre-ban, a moszkvai Ermitázsban, a drezdai Staatliche Kunstsammlung-ban.  A budapesti Szépművészeti Múzeum is őrzi egy szép, szignált csendéletét.

## Galéria

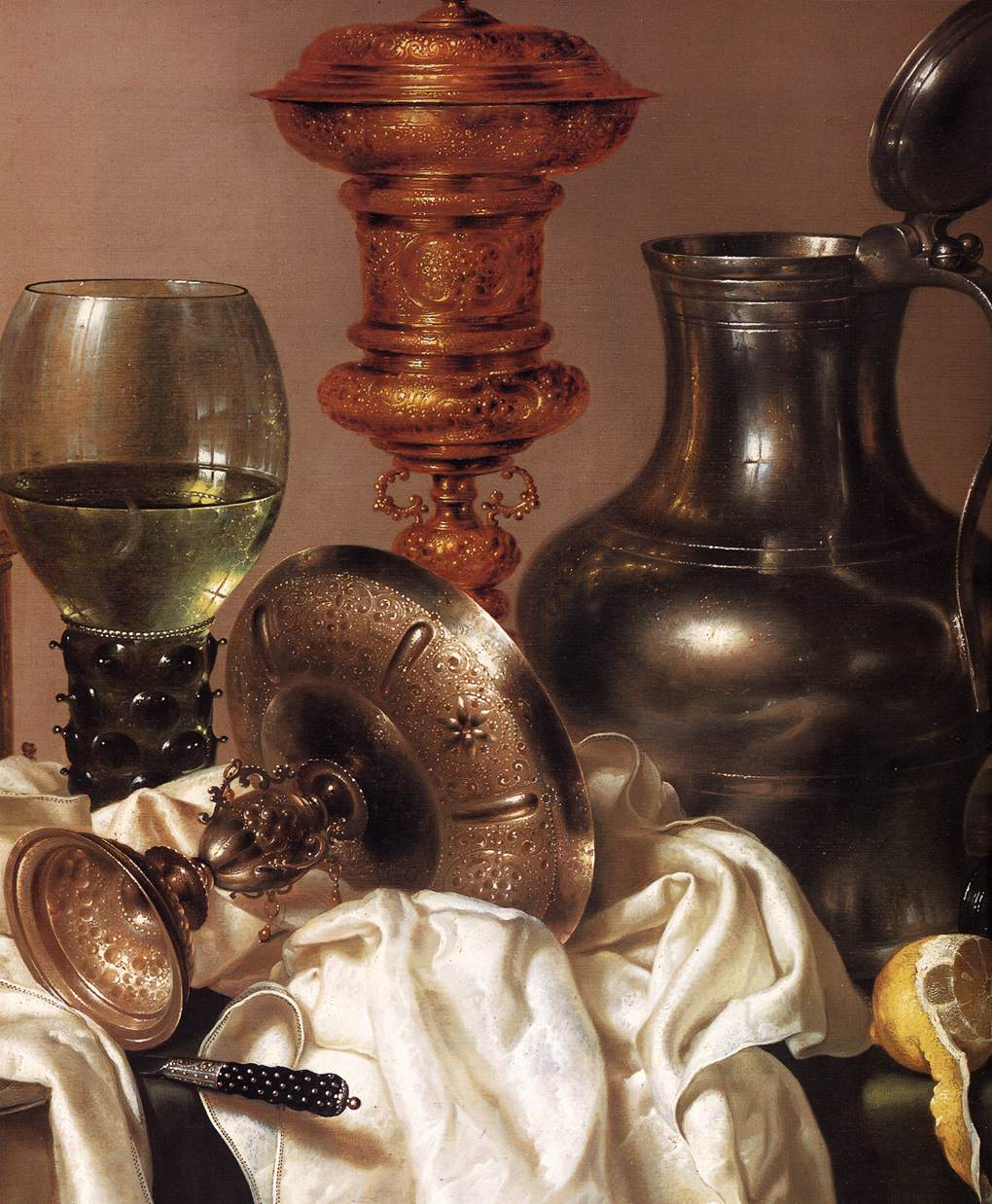
Csendélet aranyozott serleggel (részlet, Rijksmuseum, Amszterdam)
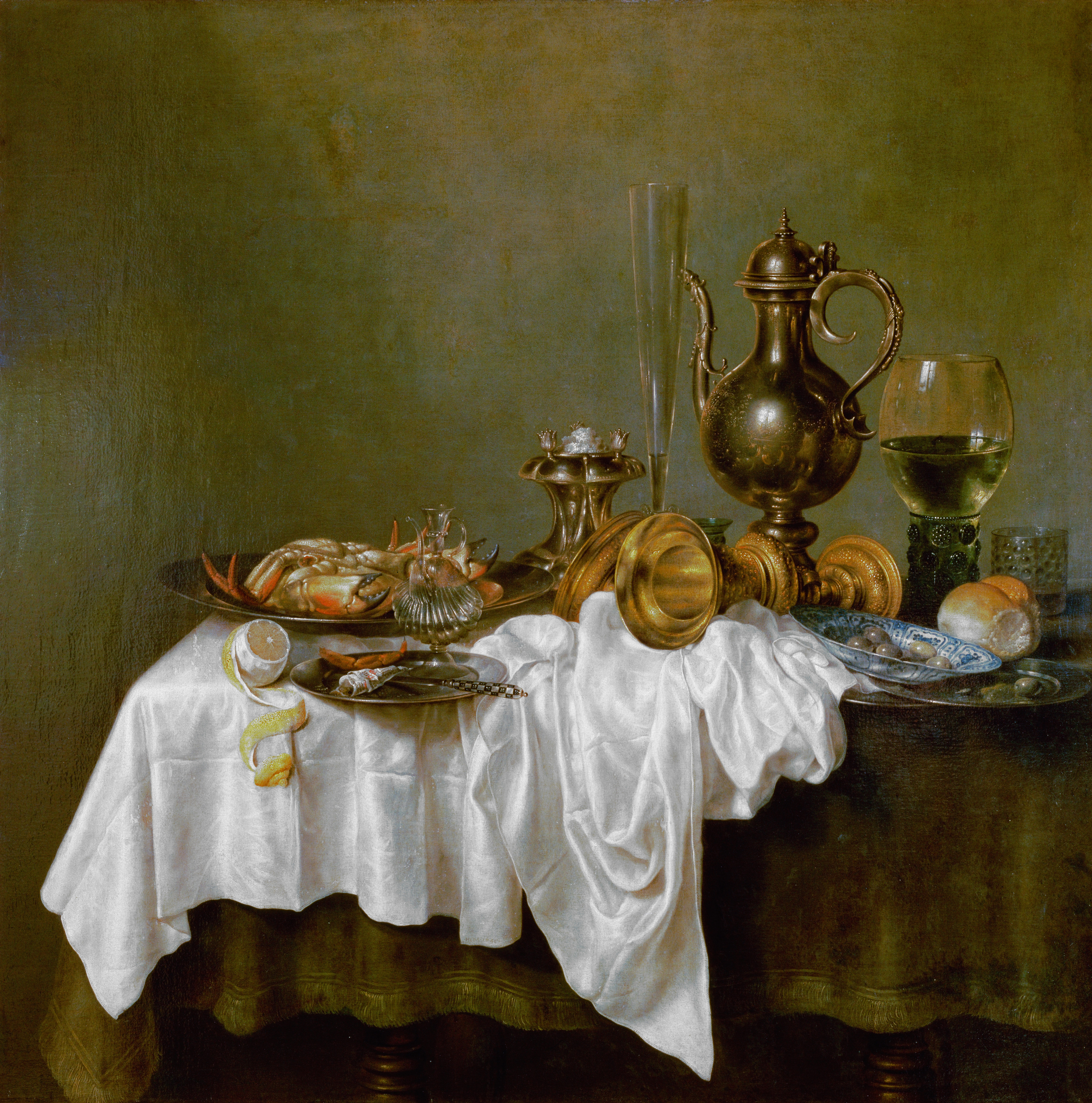
Reggeli rákkal : csendélet (Ermitázs)
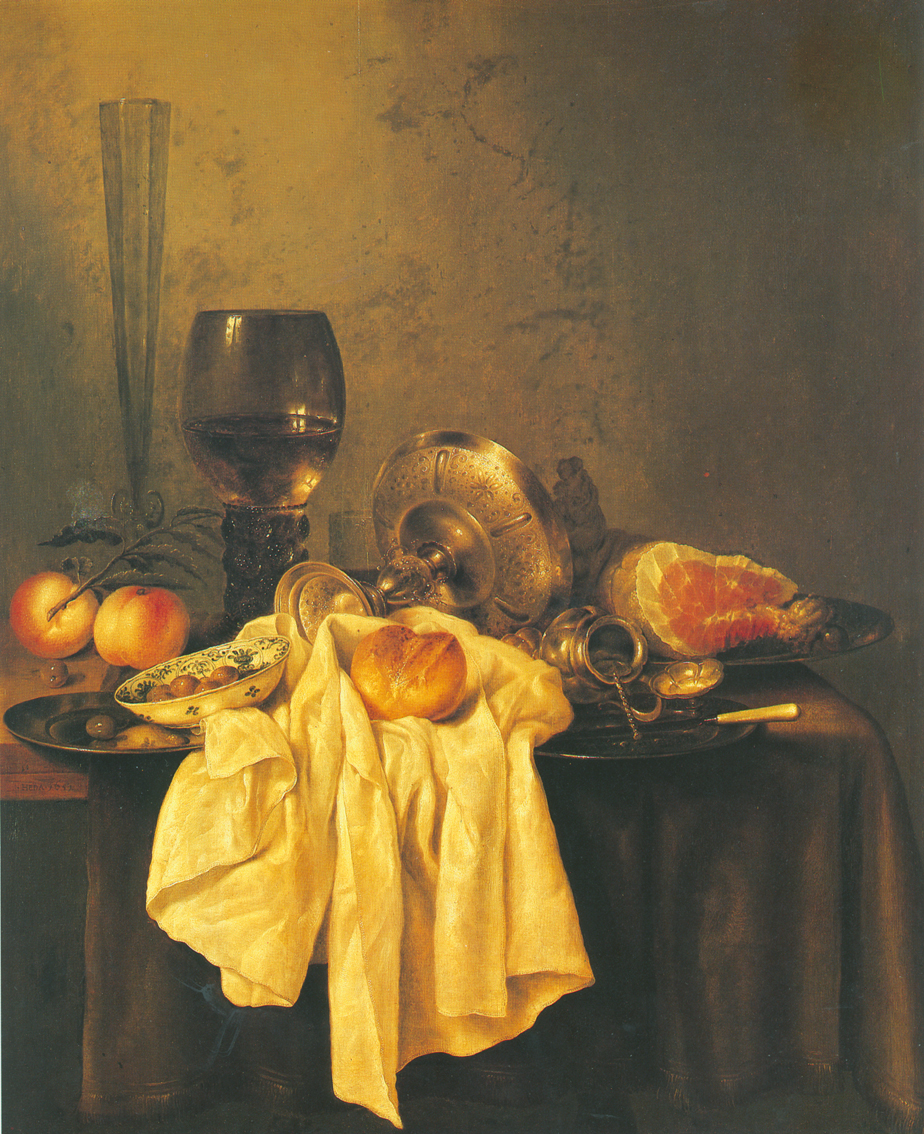
Csendélet (magángyűjtemény, New York)
Bankett csendélet vagdalt pitével /étkezés félidejében/ (National Gallery of Art, Washington D.C.)
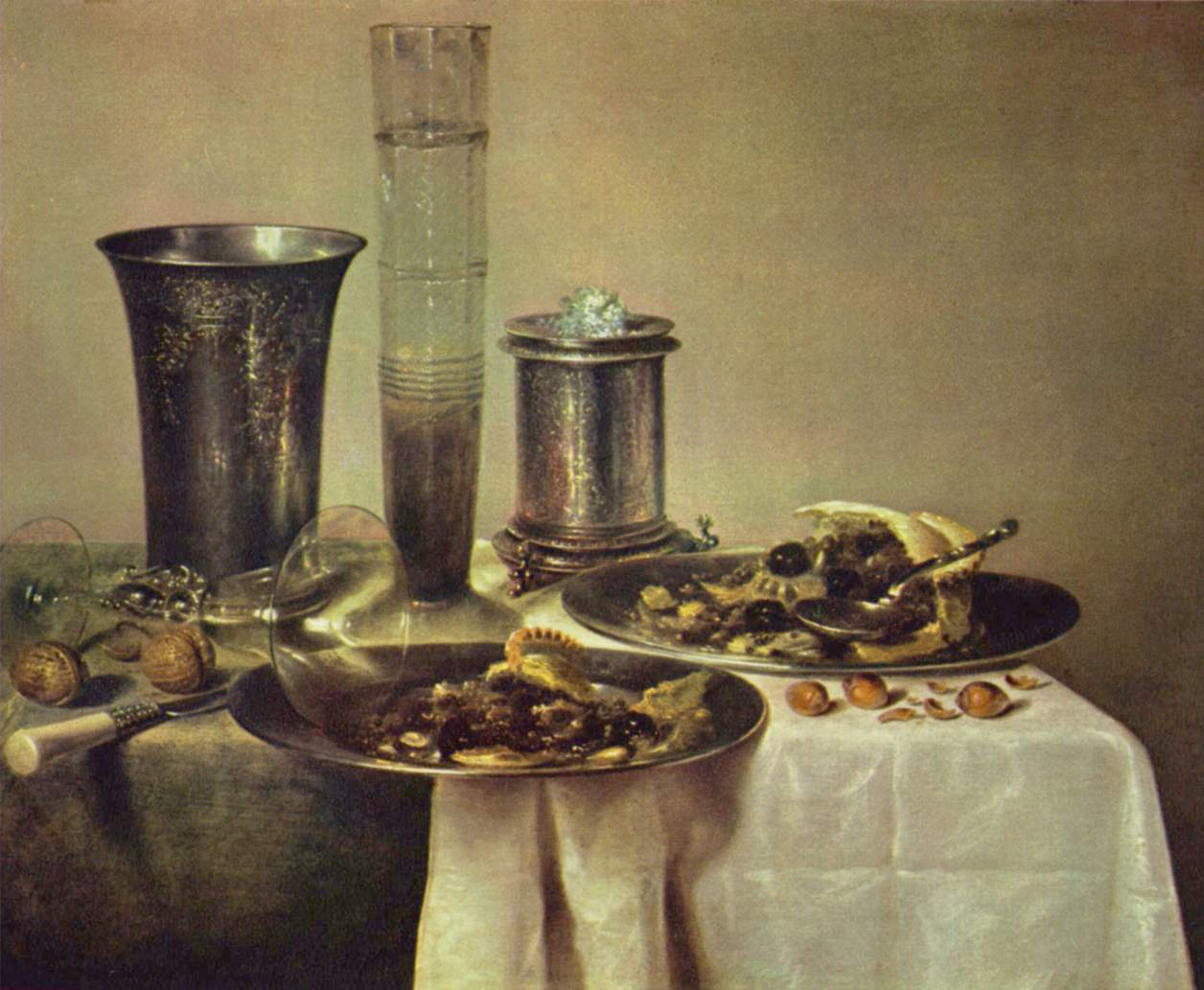
Csemege /étkezés után/ (Louvre)
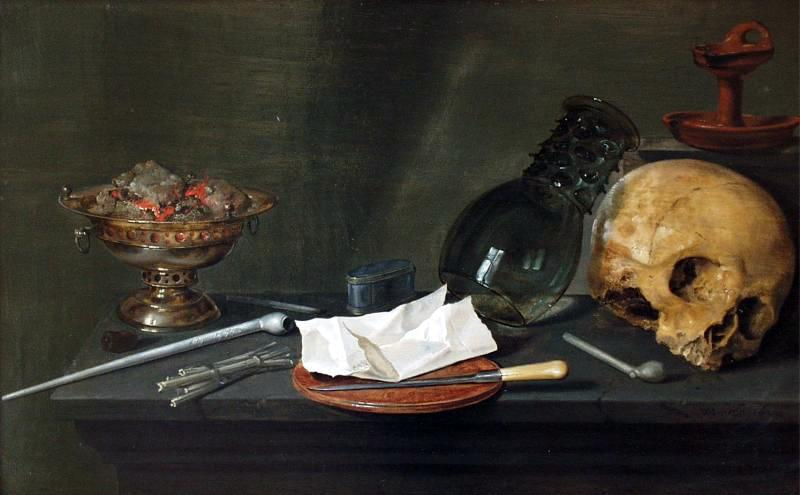
Vanitas /„Memento mori”/ : csendélet
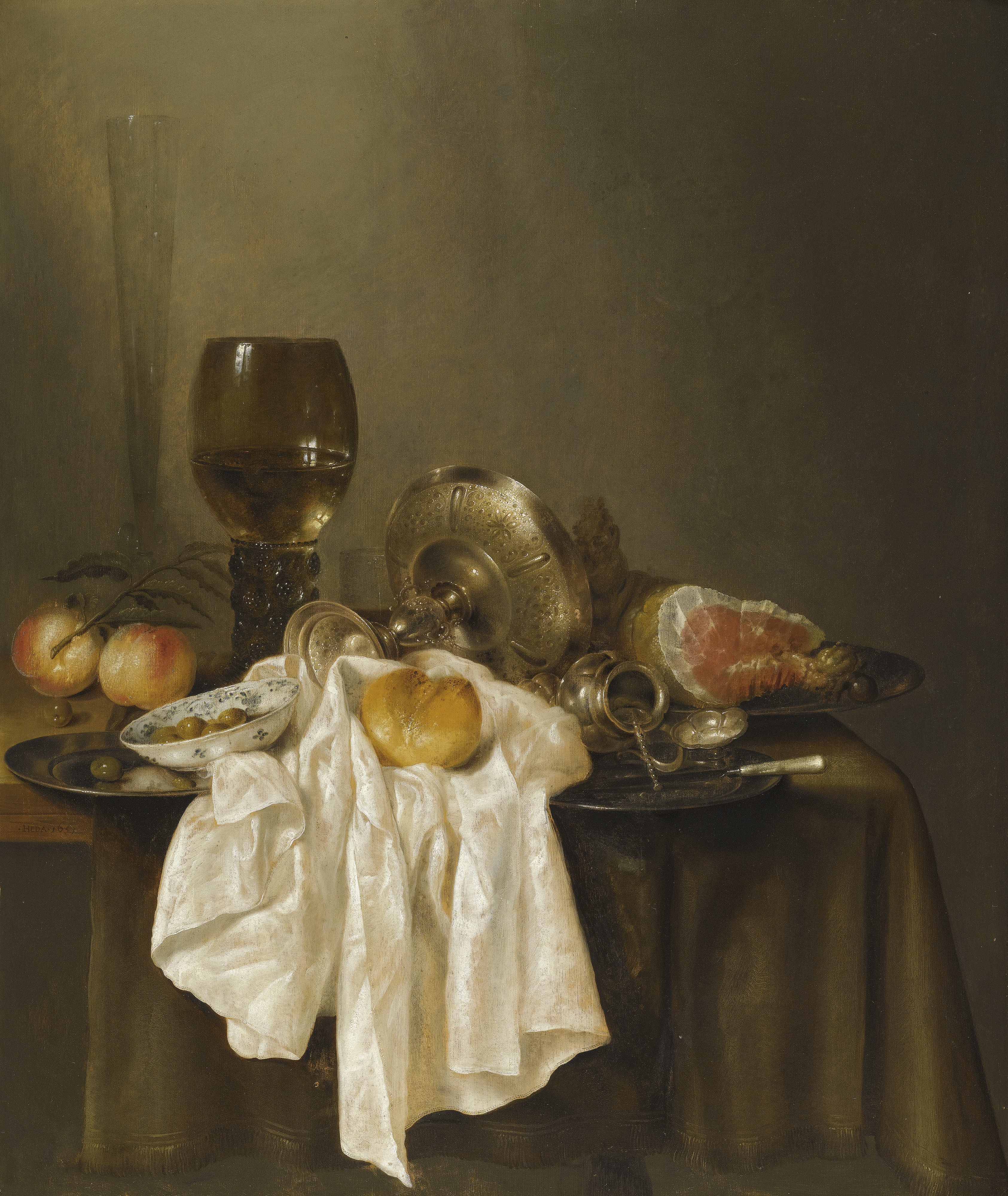
Csendélet ónkupával, barackokkal és sonkával (magángyűjtemény, New York)